# Labium pilosum
Labium pilosum là một loài tò vò trong họ Ichneumonidae.